# Континентални дрил
Континентални дрил је подврста дрила, врсте примата (Primates) из породице мајмуна Старог света (Cercopithecidae).

## Распрострањеност и станиште
Континентални дрил има станиште на афричком копну.

## Угроженост
Ова подврста се сматра угроженом.

### Популациони тренд
Популација ове подврсте се смањује, судећи по расположивим подацима.